# Katarina iz Genove
Katarina iz Genove oziroma Caterina Fieschi Adorno, italijanska mistikinja in svetnica katoliške Cerkve * 5. april 1447, Genova, † 15. september 1510, Genova.

## Življenje
Katarina je izvirala iz ugledne genovske družine Fieschi. Še zelo mlada se je poročila z Giulianom Adornom. Po desetletju razkošnega posvetnega življenja brez otrok se je Katarina spreobrnila in se posvetila strogemu asketskemu življenju ter skrbi za bolne in uboge. Njeno življenje je bilo odtlej zaznamovano z mnogimi mističnimi darovi.
Beatificirana je bila 6. aprila 1675, kanonizirana pa 23. aprila 1737.
Katoliška Cerkev se je v liturgiji spominja 15. septembra.

## Delo
Njena dela so izšla posthumno po temeljiti redakciji njenega spovednika. Njeno najznamenitejše in najizvirnejše delo je Traktat o vicah (Trattato del Purgatorio). V njem govori o očiščujočem delovanju Božje ljubezni. Duše v vicah naj bi hkrati občutile očiščujočo bolečino in razsvetljujočo radost. Njena spekulacija o vicah je še dandanes merodajna za nauk katoliške Cerkve.